# Ponteuse

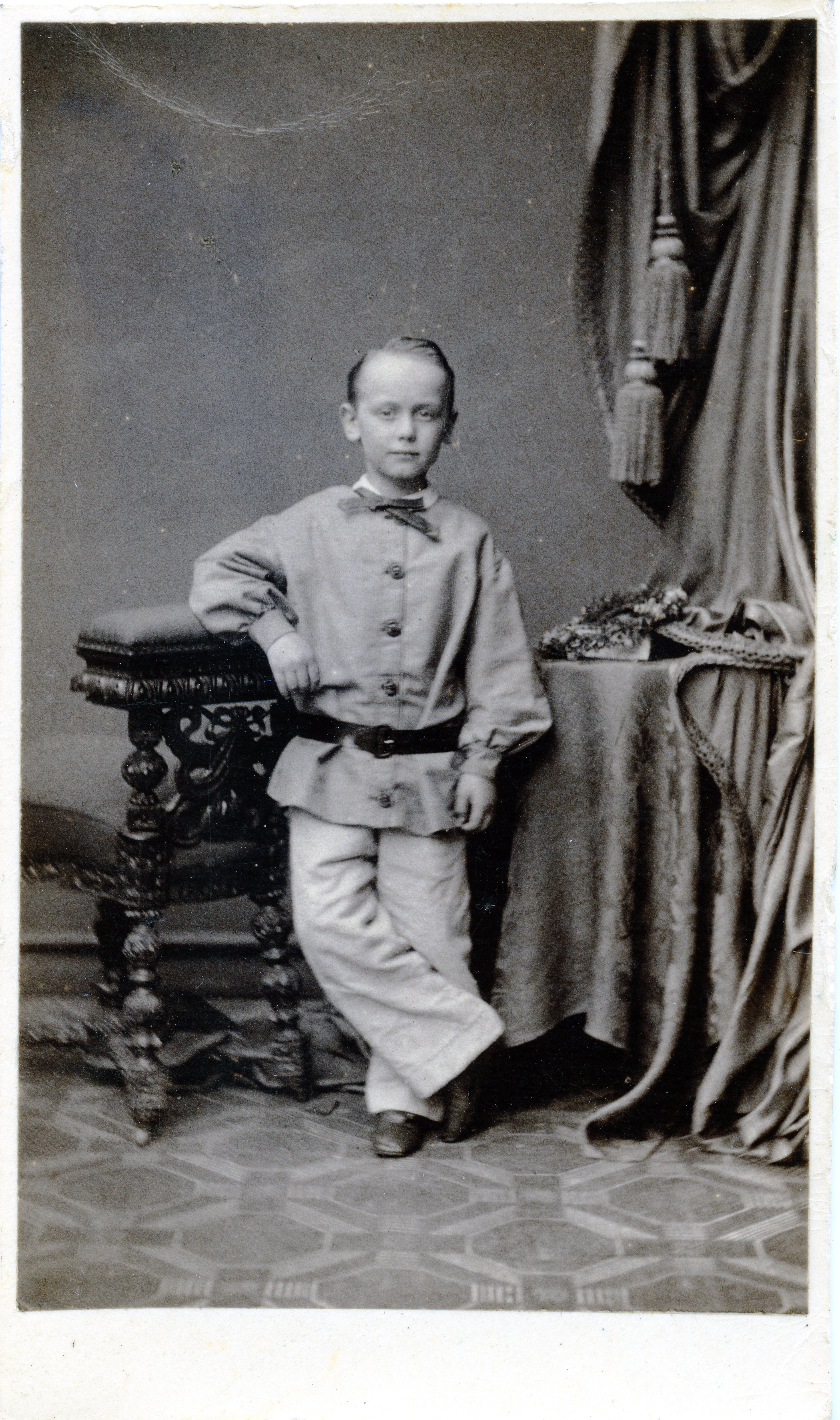
Młody człowiek oparty o odmianę ponteuse

Ponteuse (franc.) rodzaj krzesła przeznaczonego do asystowania przy grach i przeznaczonego przede wszystkim dla kobiet, odmiana voyeuse. Krzesła różniły się rozszerzonym zakończeniem oparcia, w ponteuse  było ono przekształcone w skrzyneczkę przeznaczoną na przechowywanie akcesoriów do gier. Krzesło było używane we Francji w XIX wieku. Sposób użytkowania ponteuse był odwrotny do tradycyjnego, tj. siedziało się na nim okrakiem, twarzą do oparcia.